# Jan Bártl
Jan Bártl (ur. 23 marca 1967 w Pradze, zm. 11 października 2016) – czeski strongman.
Mistrz Czech Strongman w 1999 r.
Wymiary:
- wzrost 196 cm
- waga 145 kg
- biceps 55 cm
- udo 81 cm
- klatka piersiowa 150 cm

Rekordy życiowe:
- przysiad 320 kg
- wyciskanie 235 kg
- martwy ciąg 300 kg

## Osiągnięcia strongman
- 1999
  - 1. miejsce – Mistrzostwa Czech Strongman
- 2001
  - 7. miejsce – Super Seria 2001: Praga
  - 7. miejsce – Super Seria 2001: Sztokholm
- 2002
  - 13. miejsce – Super Seria 2002: Sztokholm